# عبدالعزیز دوم
عبدالعزیز دوم (انگلیسی: Abd al-Aziz II ibn Ahmad II؛ ۱۳۷۵ – ۱۳۹۶) سلطان مرینیان مراکش از سال ۱۳۹۳ تا ۱۳۹۶ میلادی بود.